# Saguamanchica
Saguamanchica (? - Chocontá, 1490), foi o segundo Zipa de Bacatá que se tem conhecimento, ainda que se lhe costuma considerar como o primeiro Zipa histórico, já que os dados sobre sua vida são bem mais abundantes que os de seu predecessor, Meicuchuca.
Saguamanchica governou aproximadamente durante vinte anos, desde 1470 até sua morte, em 1490. Seu governo caracterizou-se pela expansão do território do Zipazgo mediante a conquista militar e as contínuas batalhas contra os inimigos externos (os panches e os sutagaos), e os inimigos ao interior da Confederação Muísca (o Zaque Michuá e os caciques rebeldes dentro do Zipazgo).
Outras formas de escrever seu nome são: Sacuan Machica, Saguanmachica e Saguanmanchica.

## Reinado
Durante sua juventude, Saguamanchica participou ativamente em várias batalhas contra os panches, inimigos dos muiscas. Durante todo seu reinado, empreendeu novas batalhas, tanto ao interior como por fora das fronteiras da Confederação Muísca, com o fim de expandir o território do Zipazgo, consolidar seu poder e submeter aos povos inimigos.

### Batalha de Pasca

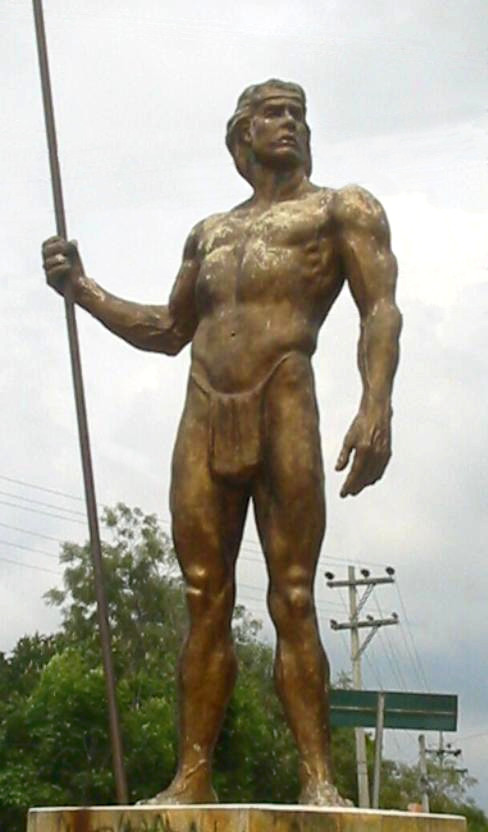
Escultura em honra ao cacique de Fusagasugá, quem enfrentou-se ao Zipa Saguamanchica na Batalha de Pasca.

No ano de 1470, pouco depois de chegar ao trono, Saguamanchica empreendeu um ataque contra os sutagaos (chamados também fusagausgaes),  liderados pelo cacique de Fusagasugá. Os sutagaos, assentados na fronteira sul da Confederação Muisca, pertenciam à família dos povos chibchas, mas viviam de maneira independente, fora da Confederação. Saguamanchica, com a ideia de submete-los a seu domínio, partiu ao comando de 30.000 güechas (guerreiros muiscas) para Fusungha (ou Fusungá), e ao cabo de poucos dias chegou ao território de Pasca, onde achou tão pouca resistência que em menos de doze horas pôde submeter a seus habitantes. Uma vez superado este obstáculo, o exército do Zipa encontrou-se com as tropas do cacique de Fusagasugá, que ocupava uma colina rasa, onde se estava a preparar para a batalha. O lugar da colina era estreito, e estava cingido, por uma parte, por um monte escarpado, e pela outra, por um profundo abismo que descia até um riacho. Desde ali estendiam-se as planícies de Fusagasugá até o rio Subia. Saguamanchica decidiu então acampar, e enviar, durante a noite, 12.000 güechas, ao comando de um psihipqua (príncipe de sangue), para que, com absoluto sigilo, subissem pela cimeira escarpada e ocupassem a retaguarda dos sutagaos. Deste modo, ao amanhecer do seguinte dia, e depois de um sinal combinado, iniciou o ataque contra o exército de Fusagasugá, tanto de frente como pela retaguarda. A estratégia serviu pára que o Zipa resultasse vencedor e capturasse a Uzatama, general dos exércitos de Fusagasugá, cujo cacique, aconselhado pelo de Tibacuy, que tinha ficado gravemente ferido, se rendeu e aceitou o senhorio do Zipa, com o que seu título e governo lhe foram restituídos, a condição de render tributo a seu novo senhor e incorporar Fusagasugá ao território do Zipazgo.